# 庹继光
庹继光（1971年6月—2021年1月18日），笔名马知远，男，土家族，湖南张家界人，四川师范大学文学院教授、执业律师。

## 生平
庹继光生于湖南省张家界市，本科毕业于湖北武汉的一所大学。1994年，他进入广西大学读新闻学硕士，导师为江建文，1997年获硕士学位，学位论文题目为《竞技体育文字报道出路探略》。硕士毕业后在广州、长沙、北京、重庆、成都、上海等地的媒体担任体育记者，曾在《体坛周报》、《重庆晨报》、《华西都市报》工作。2004年，他获得四川大学文艺学专业文化与传媒方向文学博士学位，导师为邱沛篁，学位论文题目是中国当代传播研究中的理论体系建构。之后进入四川师范大学任教。2005年9月至2007年6月在复旦大学做新闻传播学博士后。2007年，他被聘为硕士生导师。2007年9月至2010年6月在西南政法大学做法学博士后。2009年9月通过国家司法考试。2010年12月，他被聘为教授。
因房屋拆迁问题，他两次发表公开信，举报自己位于成都市成华区青龙场、万年场的两处合法房产在未經自己同意的情況下遭遇成华区當局暴力强拆。2012年2月3日，他在网上贴出成都之大，放不下我一张平静的书桌！。2020年10月，他在微博发表文章举报蒲发友滥用职权、暴力拆除公民合法房产。位于青龙场的住房是妻子李缨婚前在四川省政法干部管理学院任职时买下的房改房，万年场的住房是庹继光婚前买下的商品房。据庹继光的举报信，2011年9月成华区开始对青龙场房产所在的住宅区进行模拟搬迁，他认为补偿方案很不合理，之后成华区统一建设办公室的工作人员骚扰庹继光夫妇、住在青龙场房产的庹继光岳父母，庹继光在锦江区的住处门锁曾被万能胶粘死；2013年11月，成都成华城市建设投资公司开始对庹继光在万年场的房产模拟搬迁，庹继光以成华区统一建设办公室与成都成华城市建设投资一套人马两块牌子、青龙场拆迁问题未解决为由拒绝与其协商；最终，成华区在未要求庹继光夫妇签字也未告知的情况下，将两处房产拆除。
2021年1月18日上午，庹继光在四川师范大学狮子山校区第六教学楼坠亡，警方排除刑事案件。其妻李缨称，由于拆迁问题得不到解决，庹继光心情低落，之前已被诊断为重度抑郁。庹继光逝世后，成华区统一建设办公室称已就拆迁一事展开调查。

## 学术
庹继光主持了国家社会科学基金一般项目“中国梦公众自媒体表达与引导研究”、教育部一般项目“突发事件中的收集舆情生成及对策研究”、四川省哲社科普项目“文化产业法律服务指南”。他出版了多部传播学、法学著作。其中，《中国当代传播理论体系分析》获四川省第十二次哲学社会科学优秀成果优秀奖，《法治视野下的司法传媒和谐论》获四川省第十四次哲学社会科学优秀成果三等奖，《公正审判权视阈下的传媒介入监督研究》获四川省第十五次哲学社会科学优秀成果优秀奖，《法律传播导论》获第七届四川省教育厅哲学社会科学科研成果三等奖。其他著作有《奥林匹克传播论》、《转型期中国西部报业发展研究》、《文化产业法律服务导论》、《文化产业和文化走出去法律服务指南》、《土风巴韵：土家族传播研究》、《体育传播论》等。他发表了超过两百篇学术论文，其中一百多篇发表于中文核心期刊。

## 家庭
其妻李缨，复旦大学新闻学博士，西南石油大学法学院副教授。李缨接受采访时称，由于房屋拆迁问题，西南石油大学在2012年将她停职，此后她一直领不到工资。二人有一个儿子。